# Jari Grönstrand
Jari Grönstrand (* 14. November 1962 in Tampere) ist ein ehemaliger finnischer Eishockeyspieler und -trainer, der in seiner aktiven Zeit von 1982 bis 1999 unter anderem für die Minnesota North Stars, New York Rangers, Nordiques de Québec und New York Islanders in der National Hockey League gespielt hat.

## Karriere
Jari Grönstrand begann seine Karriere als Eishockeyspieler in seiner Heimatstadt in der Nachwuchsabteilung von Tappara Tampere, für dessen Profimannschaft er von 1982 bis 1986 in der finnischen SM-liiga aktiv war. In diesem Zeitraum wurde er 1984 und 1986 jeweils Finnischer Meister und 1986 zudem in das All-Star Team der SM-liiga gewählt. Anschließend wurde der Verteidiger im NHL Entry Draft 1986 in der fünften Runde als insgesamt 96. Spieler von den Minnesota North Stars ausgewählt, für die er in der Saison 1986/87 sein Debüt in der National Hockey League gab. In seinem Rookiejahr erzielte er dabei in 47 Spielen ein Tor und gab sechs Vorlagen.
Am 8. Oktober 1987 wurde er zusammen mit Paul Boutilier im Tausch gegen Jay Caufield und Dave Gagner an die New York Rangers abgegeben. Parallel lief er für deren Farmteam Colorado Rangers in drei Spielen in der International Hockey League auf. Nach einem Jahr gaben ihn die New York Rangers an die Nordiques de Québec ab, für die er etwas mehr als ein Jahr lang ebenso aktiv war wie für deren AHL-Farmteam Halifax Citadels, ehe er im November 1989 von den New York Islanders verpflichtet wurde. Während der ehemalige finnische Nationalspieler in der Saison 1989/90 noch überwiegend für die NY Islanders in der NHL und nur in einem Spiel für deren AHL-Farmteam Springfield Indians auf dem Eis stand, spielte er in der Saison 1990/91 in 63 Spielen für deren neues AHL-Farmteam Capital District Islanders, für die er insgesamt 13 Tore erzielte und 22 Vorlagen gab. In der NHL-Mannschaft der Islanders wurde er jedoch nur noch 3 Mal eingesetzt.
Nachdem er seinen Stammplatz in der NHL verloren hatte, kehrte Grönstrand in seine finnische Heimat zurück, wo er für seinen Ex-Club Tappara Tampere in weiteren drei Jahren verteidigte. Zur Saison 1994/95 wechselte er erstmals innerhalb des europäischen Auslandes und unterschrieb bei der ESG Füchse Sachsen aus der neu gegründeten DEL. Für diese erzielte er in 41 Spielen drei Tore und gab acht Vorlagen. Die folgende Spielzeit verbrachte er beim französischen Rekordmeister Chamonix Hockey Club in der Ligue Magnus. Auch in der Folgezeit blieb er in Frankreich und stand drei Jahre lang beim Hockey Club de Reims unter Vertrag, bei dem er 1999 im Alter von 36 Jahren seine aktive Karriere beendete.
Während der Saison 2000/01 war er als Cheftrainer für den EHC Freiburg in der 2. Eishockey-Bundesliga tätig. Anschließend wurde er vom Deutsch-Tschechen Leos Zajic abgelöst.

### International
Für Finnland nahm Grönstrand an der Weltmeisterschaft 1986, sowie 1987 am Canada Cup teil.

## Erfolge und Auszeichnungen
- 1984 Finnischer Meister mit Tappara Tampere
- 1986 Finnischer Meister mit Tappara Tampere
- 1986 SM-liiga All-Star Team